# Быковская (Митюковский сельсовет)
Быковская — деревня в Вожегодском районе Вологодской области.
Входит в состав Митюковского сельского поселения, с точки зрения административно-территориального деления — в Митюковский сельсовет.
Расстояние по автодороге до районного центра Вожеги — 69 км, до центра муниципального образования Сосновицы — 1 км. Ближайшие населённые пункты — Сиговская, Гришинская, Сосновица.
По переписи 2002 года население — 3 человека.